# کپه‌داغ
کُپه‌داغ (واژه‌ای ترکی به معنای کوه‌های بسیار یا کوپه داغ به معنی کوه کوزه در زبان ترکی است) یا مَروکوه نام رشته کوهی در شمال‌ شرق ایران است. مردم ترک‌زبان منطقه کوپک داغ را به این رشته کوه می‌دهند. بخش اصلی آن در خراسان شمالی و و خراسان رضوی و بخش کوچکی از آن در جنوب ترکمنستان است.
این بلندی‌ها در چین خوردگی‌های آلپ-هیمالیا شکل گرفته‌اند. این بلندی‌ها جهت شمال‌غربی-جنوب شرقی دارند و از نظر زمین‌شناسی شبیه کوه‌های زاگرس هستند. از مهم‌ترین ویژگی‌های آن‌ها می‌توان به منابع غنی آب، سازندهای آهکی، فرسایش آبی و وجود پدیده‌های کارستی اشاره نمود. بلندترین قله این رشته کوه، قله بیر در شمال شیروان است.
اوایل قرن گذشته که نیروی زمینی کشورها قدرت اصلی آن‌ها به حساب می‌آمد، برخی از نقاط جهان که نقش کلیدی در تصرف یک منطقه داشتند، به قلب زمین (Heartland Theory) مشهور بودند که ارتفاعات کپه داغ به دلیل تسلط بر دشت‌های روسیه، یکی از قلبهای زمین جهان محسوب می‌شد.

## نوشتارهای وابسته
- ذخیره‌گاه زیست‌کره کپه‌داغ